# Conopophila albogularis
El mielero pechirrufo o pájaro azúcar de bandas (Conopophila albogularis) es una especie de ave paseriforme de la familia Meliphagidae propia de Oceanía.

## Descripción
Los adultos miden entre 12 y 14,5 cm de largo, los machos pesan entre 9,2 y 14,5 g y las hembras entre 9,8 y 13,2 gramos. El plumaje es de color marrón grisáceo, con amarillo en las plumas de vuelo, una mancha blanquecina en la garganta y una banda ancha de color marrón rojizo claro en el pecho. El pico es gris negruzco y las patas son de color gris azulado.

## Distribución
Se distribuye en el norte de Australia, en el Territorio del Norte (Top End) y el norte de Queensland (península del Cabo York), en el sur de Nueva Guinea y en la isla de Kobroor.